# Puerto Carreño
Puerto Carreño is een gemeente met ongeveer 10.000 inwoners in Colombia dicht bij de grens met Venezuela waar de rivieren Meta en Orinoco bij elkaar komen. De hoofdplaats is de gelijknamige stad Puerto Carreño, dat ook de hoofdstad van het departement Vichada is. De stad werd in 1922 gesticht.